# 木兰酚
木兰酚（英語：Magnolol），又称厚朴酚，是一种有机化合物。是从木兰属厚朴（学名：Houpu magnolia）和荷花玉兰（学名：Magnolia grandiflora）树皮中提取到的一种木脂素。并非所有木兰属植物存在木兰酚，其仅存在于少部分木兰属植物树皮中。此外，同样从木兰属植物树皮中提取的木脂素还有和厚朴酚，其为木兰酚的同分异构体。

## 生物活性
在大鼠的体外研究表明木兰酚是一种GABAA受体抑制剂，同时具有抗真菌活性。木兰酚在细胞培养中具有多种成骨细胞刺激和破骨细胞抑制活性，并已被建议作为筛选预防骨质疏松的候选药物。它在大鼠模型中具有抗牙周病活性。木兰酚的结构类似物已被研究并发现是GABAA受体强效的别构调节剂。
木兰酚的二聚体能与PPAR-γ核受体结合，充当该受体的激动剂，该受体是糖尿病研究的对象之一。
木兰酚能与大麻素受体相互作用，且能部分激发大麻素2号受体且不与大麻素1号受体亲和。